# Bistum Nardò-Gallipoli
Das Bistum Nardò-Gallipoli (lateinisch Dioecesis Neritonensis-Gallipolitana, italienisch Diocesi di Nardò-Gallipoli) ist eine in Italien gelegene römisch-katholische Diözese mit Sitz in Nardò.

## Geschichte
Das Bistum Nardò wurde am 13. Januar 1413 von Johannes XXIII. durch Umwandlung des Benediktinerklosters Santa Maria di Nardò errichtet. Bereits 1387 hatte der avignonesische Papst Clemens VII. das Kloster zum Bistum erhoben, diese Maßnahme verlor jedoch 1401 mit dem Ende des Schismas ihre Gültigkeit. Das Priesterseminar des Bistums Nardò wurde am 27. Februar 1674 errichtet.
Am 30. September 1986 wurde dem Bistum Nardò durch die Kongregation für die Bischöfe mit dem Dekret Instantibus votis das Bistum Gallipoli angegliedert.

## Einzelnachweise

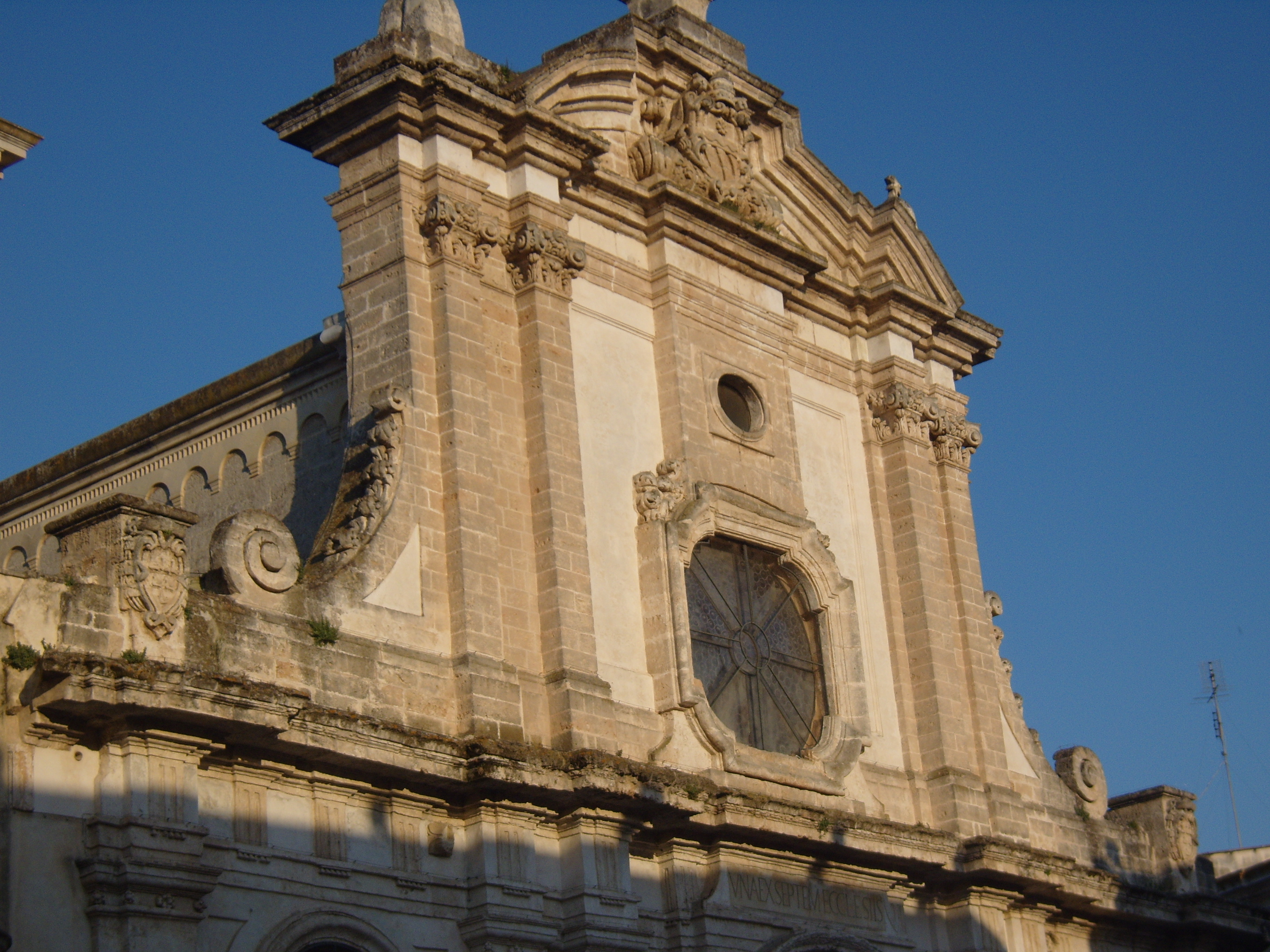
Kathedrale Santa Maria Assunta in Nardò
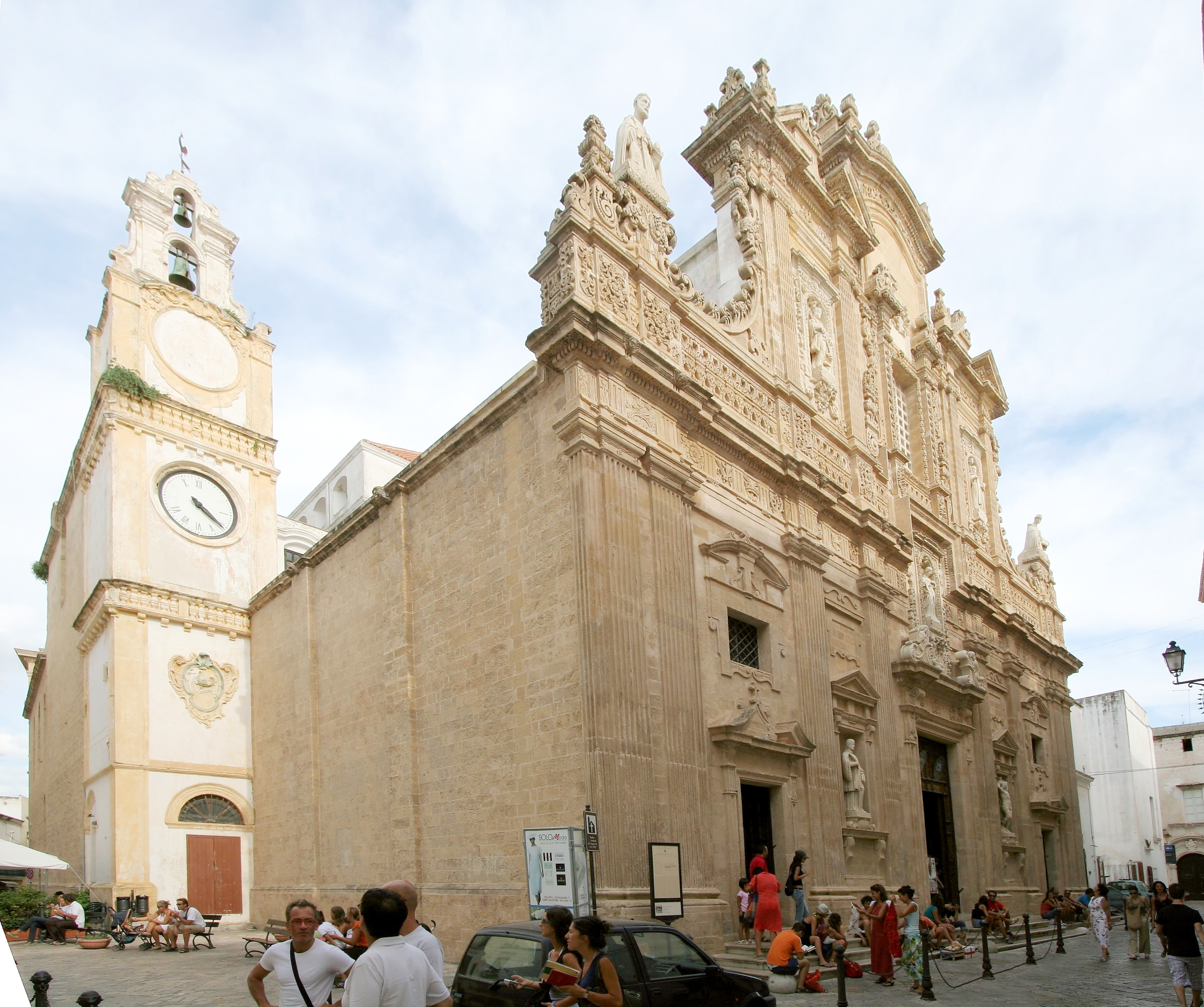
Konkathedrale Sant’Agata in Gallipoli